# Віе
Віе (нім. Wiehe) — місто в Німеччині, розташоване в землі Тюрингія. Входить до складу району Киффгойзер.
Площа — 24,35 км2. Населення становить Невірний параметр metadata 16 065 081 ос. (станом на 31 грудня 2021).

## Відомі особистості
У місті народився:
- Леопольд фон Ранке (1795-1886) — прусський історик.